# Chakuza/Diskografie
Diese Diskografie ist eine Übersicht über die musikalischen Werke des österreichischen Rappers Chakuza.

## Alben

### Studioalben
| Jahr | Titel                                | Höchstplatzierung, Gesamtwochen, AuszeichnungChartplatzierungen (Jahr, Titel, Platzierungen, Wochen, Auszeichnungen, Anmerkungen) | Höchstplatzierung, Gesamtwochen, AuszeichnungChartplatzierungen (Jahr, Titel, Platzierungen, Wochen, Auszeichnungen, Anmerkungen) | Höchstplatzierung, Gesamtwochen, AuszeichnungChartplatzierungen (Jahr, Titel, Platzierungen, Wochen, Auszeichnungen, Anmerkungen) | Anmerkungen                             |
| Jahr | Titel                                | DE | AT | CH | Anmerkungen                             |
| ---- | ------------------------------------ | --- | --- | --- | --------------------------------------- |
| 2007 | City Cobra                           | DE10 (9 Wo.)DE | AT41 (7 Wo.)AT | — | Erstveröffentlichung: 2. März 2007      |
| 2008 | Unter der Sonne                      | DE9 (7 Wo.)DE | AT13 (7 Wo.)AT | CH29 (3 Wo.)CH | Erstveröffentlichung: 16. Mai 2008      |
| 2010 | Monster in mir                       | DE8 (3 Wo.)DE | AT3 (10 Wo.)AT | CH26 (2 Wo.)CH | Erstveröffentlichung: 16. April 2010    |
| 2013 | Magnolia                             | DE5 (5 Wo.)DE | AT3 (6 Wo.)AT | CH10 (3 Wo.)CH | Erstveröffentlichung: 8. März 2013      |
| 2014 | Exit                                 | DE3 (4 Wo.)DE | AT4 (5 Wo.)AT | CH10 (3 Wo.)CH | Erstveröffentlichung: 5. September 2014 |
| 2016 | Noah                                 | DE5 (3 Wo.)DE | AT3 (3 Wo.)AT | CH17 (2 Wo.)CH | Erstveröffentlichung: 10. Juni 2016     |
| 2018 | Suchen und Zerstören 3               | DE11 (1 Wo.)DE | AT9 (1 Wo.)AT | CH33 (1 Wo.)CH | Erstveröffentlichung: 16. Februar 2018  |
| 2019 | Magnolia X                           | — | AT60 (1 Wo.)AT | — | Erstveröffentlichung: 4. Oktober 2019   |
| 2020 | Heavy Rain                           | DE13 (2 Wo.)DE | AT25 (2 Wo.)AT | CH28 (1 Wo.)CH | Erstveröffentlichung: 10. Januar 2020   |
| 2020 | Luna                                 | DE13 (1 Wo.)DE | — | CH89 (1 Wo.)CH | Erstveröffentlichung: 31. Juli 2020     |
| 2020 | City Cobra 2.0                       | DE34 (1 Wo.)DE | — | — | Erstveröffentlichung: 30. Oktober 2020  |
| 2021 | Unter der Sonne / Monster in mir 2.0 | DE12 (1 Wo.)DE | — | — | Erstveröffentlichung: 9. April 2021     |
| 2022 | Fenster zur Welt                     | DE22 (2 Wo.)DE | — | — | Erstveröffentlichung: 11. März 2022     |
| 2023 | Liebe & KI                           | DE91 (1 Wo.)DE | AT74 (1 Wo.)AT | — | Erstveröffentlichung: 27. Januar 2023   |

### Kollaboalben
| Jahr | Titel      | Höchstplatzierung, Gesamtwochen, AuszeichnungChartplatzierungen (Jahr, Titel, Platzierungen, Wochen, Auszeichnungen, Anmerkungen) | Höchstplatzierung, Gesamtwochen, AuszeichnungChartplatzierungen (Jahr, Titel, Platzierungen, Wochen, Auszeichnungen, Anmerkungen) | Höchstplatzierung, Gesamtwochen, AuszeichnungChartplatzierungen (Jahr, Titel, Platzierungen, Wochen, Auszeichnungen, Anmerkungen) | Anmerkungen                                                     |
| Jahr | Titel      | DE | AT | CH | Anmerkungen                                                     |
| ---- | ---------- | --- | --- | --- | --------------------------------------------------------------- |
| 2006 | Blackout   | DE69 (1 Wo.)DE | — | — | Erstveröffentlichung: 6. Oktober 2006 mit Bizzy Montana         |
| 2014 | Zodiak     | DE4 (3 Wo.)DE | AT4 (3 Wo.)AT | CH13 (1 Wo.)CH | Erstveröffentlichung: 14. März 2014 mit RAF Camora & Joshi Mizu |
| 2017 | Blackout 2 | DE7 (2 Wo.)DE | AT9 (1 Wo.)AT | CH33 (1 Wo.)CH | Erstveröffentlichung: 14. April 2017 mit Bizzy Montana          |

### Mixtapes

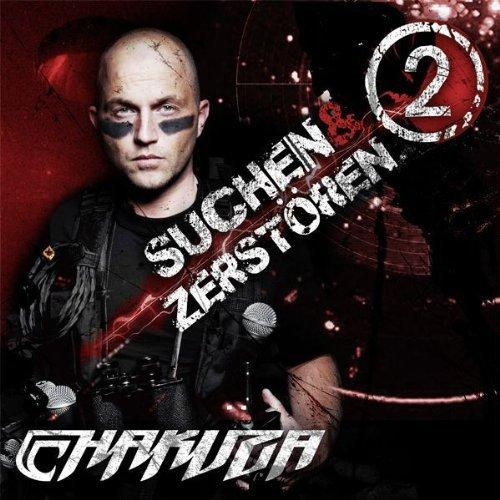
Suchen & Zerstören II

| Jahr | Titel                 | Höchstplatzierung, Gesamtwochen, AuszeichnungChartplatzierungen (Jahr, Titel, Platzierungen, Wochen, Auszeichnungen, Anmerkungen) | Höchstplatzierung, Gesamtwochen, AuszeichnungChartplatzierungen (Jahr, Titel, Platzierungen, Wochen, Auszeichnungen, Anmerkungen) | Höchstplatzierung, Gesamtwochen, AuszeichnungChartplatzierungen (Jahr, Titel, Platzierungen, Wochen, Auszeichnungen, Anmerkungen) | Anmerkungen                            |
| Jahr | Titel                 | DE | AT | CH | Anmerkungen                            |
| ---- | --------------------- | --- | --- | --- | -------------------------------------- |
| 2006 | Suchen & Zerstören    | DE50 (3 Wo.)DE | — | — | Erstveröffentlichung: 15. April 2006   |
| 2010 | Suchen & Zerstören II | — | AT36 (1 Wo.)AT | — | Erstveröffentlichung: 3. Dezember 2010 |

### EPs
| Jahr | Titel     | Höchstplatzierung, Gesamtwochen, AuszeichnungChartplatzierungen (Jahr, Titel, Platzierungen, Wochen, Auszeichnungen, Anmerkungen) | Höchstplatzierung, Gesamtwochen, AuszeichnungChartplatzierungen (Jahr, Titel, Platzierungen, Wochen, Auszeichnungen, Anmerkungen) | Höchstplatzierung, Gesamtwochen, AuszeichnungChartplatzierungen (Jahr, Titel, Platzierungen, Wochen, Auszeichnungen, Anmerkungen) | Anmerkungen                         |
| Jahr | Titel     | DE | AT | CH | Anmerkungen                         |
| ---- | --------- | --- | --- | --- | ----------------------------------- |
| 2019 | Aurora    | DE36 (1 Wo.)DE | AT10 (1 Wo.)AT | CH29 (1 Wo.)CH | Erstveröffentlichung: 31. Mai 2019  |
| 2019 | Aurora MC | DE22 (1 Wo.)DE | AT13 (1 Wo.)AT | — | Erstveröffentlichung: 26. Juli 2019 |

Weitere EPs
- 2003: Verbales Fadenkreuz (mit Verbale Systematik)
- 2011: Lost Tapes (Online-EP)
- 2014: In Vallis (Juice-EP)

## Singles
| Jahr | Titel Album                        | Höchstplatzierung, Gesamtwochen, AuszeichnungChartplatzierungen (Jahr, Titel, Album, Platzierungen, Wochen, Auszeichnungen, Anmerkungen) | Höchstplatzierung, Gesamtwochen, AuszeichnungChartplatzierungen (Jahr, Titel, Album, Platzierungen, Wochen, Auszeichnungen, Anmerkungen) | Höchstplatzierung, Gesamtwochen, AuszeichnungChartplatzierungen (Jahr, Titel, Album, Platzierungen, Wochen, Auszeichnungen, Anmerkungen) | Anmerkungen                                                     |
| Jahr | Titel Album                        | DE | AT | CH | Anmerkungen                                                     |
| ---- | ---------------------------------- | --- | --- | --- | --------------------------------------------------------------- |
| 2006 | Vendetta                           | DE32 (9 Wo.)DE | AT53 (7 Wo.)AT | — | Erstveröffentlichung: 24. November 2006 mit Eko Fresh & Bushido |
| 2007 | Eure Kinder City Cobra             | DE25 (13 Wo.)DE | AT51 (4 Wo.)AT | — | Erstveröffentlichung: 23. Februar 2007 mit Bushido              |
| 2007 | Sollten alle untergehen City Cobra | DE72 (4 Wo.)DE | — | — | Erstveröffentlichung: 18. Mai 2007                              |
| 2007 | Alles Gute kommt von unten         | DE57 (9 Wo.)DE | AT68 (2 Wo.)AT | — | Erstveröffentlichung: 7. Dezember 2007 mit Bushido und Kay One  |
| 2008 | Unter der Sonne                    | DE38 (9 Wo.)DE | AT54 (7 Wo.)AT | — | Erstveröffentlichung: 16. Mai 2008 feat. Bushido                |
| 2011 | Salem II –                         | — | AT69 (1 Wo.)AT | — | Erstveröffentlichung: 17. März 2011                             |
| 2013 | Dieser eine Song Magnolia          | DE73 (1 Wo.)DE | AT67 (1 Wo.)AT | — | Erstveröffentlichung: 9. August 2013                            |
| 2014 | Drehscheibe Exit                   | DE97 (1 Wo.)DE | — | — | Erstveröffentlichung: 1. August 2014                            |
| 2014 | Off Exit                           | DE80 (1 Wo.)DE | AT69 (1 Wo.)AT | — | Erstveröffentlichung: 15. August 2014                           |
| 2014 | Charlie Brown Exit                 | DE83 (1 Wo.)DE | AT66 (1 Wo.)AT | — | Erstveröffentlichung: 29. August 2014                           |

Weitere Singles
- 2008: Für das Volk (Tarééc feat. Chakuza)
- 2013: Notlandung auf Berlin (feat. Sebastian Madsen)
- 2016: Wien
- 2016: Dings
- 2016: Gold
- 2016: Mond
- 2020: Cut (Daniele Terranova feat. Chakuza)
- 2023: Wenn ich geh (Mazio feat. NzumQ & Chakuza)

## Sonderveröffentlichungen

### Juice-Exclusives
- 2006: Kein Ausweg feat. Bushido & Bizzy Montana (Juice-Exclusive! auf Juice-CD #63)
- 2008: Alarmsignal (Juice-Exclusive! auf Juice-CD #86)
- 2009: Ghetto Boyz feat. Mac Tyer (Juice-Exclusive! auf Juice-CD #95)
- 2010: BF Anthem (Juice-Exclusive! auf Juice-CD #106)
- 2016: Noah (Juice-Exclusive! auf Juice-CD #134)

### Freetracks
- 2005: Chakuza
- 2005: Hand im Feuer
- 2005: Sieh mich an
- 2007: Gift / MySpace
- 2007: Was wollt ihr
- 2008: Behind Blue Eyes feat. Bizzy Montana
- 2008: Paparazzi feat. RAF Camora
- 2008: Beatlefield Allstars Pt. 2 D-Bo feat. Chakuza, RAF Camora, Pirelli, Bizzy Montana & Sonnik Boom
- 2009: Ready or not feat. Sprachtot
- 2009: Bitte guck nicht (BF-Allstars 2.5) D-Bo feat. Chakuza & RAF Camora
- 2009: Falling Down
- 2009: Jungle Drum Mix
- 2009: Schmutzig und roh feat. David Asphalt
- 2010: Ikarus feat. David Asphalt
- 2010: Das allerletzte Mal feat. RAF Camora
- 2010: Wir gehen die Wände hoch feat. Sonnik Boom
- 2010: Hiphop.de-Exclusive feat. David Asphalt
- 2010: Eines Tages
- 2010: Die Nach-der-Tour-Depression feat. David Asphalt
- 2010: Halt die Fresse
- 2013: Hurrikan (Prod. Steddy)
- 2014: 300k

## Statistik

### Chartauswertung
|                     | DE     | AT     | CH     |
| ------------------- | ------ | ------ | ------ |
| Nummer-eins-Alben   | DE—DE  | AT—AT  | CH—CH  |
| Top-10-Alben        | DE8DE  | AT8AT  | CH2CH  |
| Alben in den Charts | DE19DE | AT15AT | CH11CH |

|                       | DE    | AT    | CH    |
| --------------------- | ----- | ----- | ----- |
| Nummer-eins-Singles   | DE—DE | AT—AT | CH—CH |
| Top-10-Singles        | DE—DE | AT—AT | CH—CH |
| Singles in den Charts | DE9DE | AT8AT | CH—CH |